# Loïc Lapoussin
Loïc Lapoussin (ur. 27 marca 1996 w Rosny-sous-Bois) – madagaskarski piłkarz, grający na pozycji ofensywnego pomocnik w belgijskim klubie Royale Union Saint-Gilloise oraz w reprezentacji Madagaskaru. Posiada również obywatelstwo francuskie.

## Kariera klubowa
Swoją piłkarską karierę Lapoussin rozpoczął w klubie US Créteil-Lusitanos. W sezonie 2016/2017 grał w rezerwach tego klubu. W 2017 roku przeszedł do trzecioligowego klubu Red Star FC. Swój debiut w nim zanotował 25 sierpnia 2017 w wygranym 3:1 wyjazdowym spotkaniu z US Avranches. W sezonie 2017/2018 awansował z Red Star z trzeciej do drugiej ligi francuskiej.
W 2019 roku Lapoussin przeszedł do belgijskiego RE Virton. Zadebiutował w nim 3 sierpnia 2019 w przegranym 0:1 wyjazdowym meczu z OH Leuven. W Virton grał przez rok.
30 lipca 2020 Lapoussin przeszedł do Royale Union Saint-Gilloise. W barwach tego klubu swój debiut zaliczył 21 sierpnia 2020 w wygranym 2:0 wyjazdowym meczu z KMSK Deinze. W sezonie 2020/2021 awansował z Unionem z drugiej do pierwszej ligi belgijskiej.
| Sezon   | Klub         | Kraj    | Rozgrywki            | Mecze | Gole |
| ------- | ------------ | ------- | -------------------- | ----- | ---- |
| 2016/17 | US Créteil B | Francja | CFA 2                | 22    | 2    |
| 2017/18 | Red Star FC  | Francja | Championnat National | 21    | 1    |
| 2018/19 | Red Star FC  | Francja | Ligue 2              | 23    | 1    |
| 2019/20 | RE Virton    | Belgia  | Eerste klasse B      | 25    | 5    |
| 2020/21 | Union SG     | Belgia  | Eerste klasse B      | 21    | 2    |

## Kariera reprezentacyjna
W reprezentacji Madagaskaru Lapoussin zadebiutował 12 listopada 2020 w przegranym 1:2 meczu kwalifikacji do Pucharu Narodów Afryki 2021 z Wybrzeżem Kości Słoniowej, rozegranym w Abidżanie, gdy w 60. minucie zmienił Rayana Ravelosona.